# クリスマスの12日間

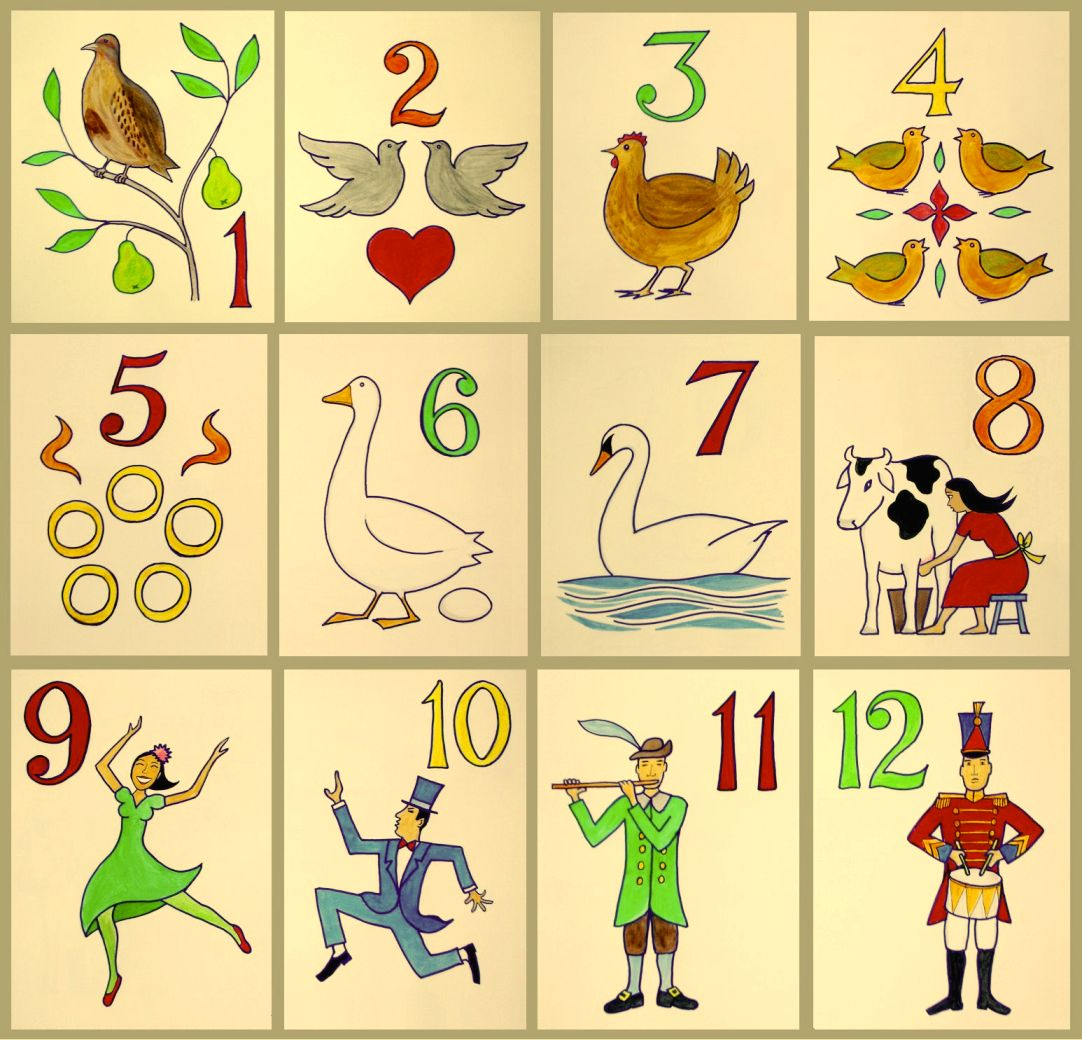
歌の中に登場する贈り物を描いたイラスト。

クリスマスの12日間（クリスマスのじゅうににちかん、英語: Twelve Days of Christmas）はクリスマスを祝う歌のひとつで、クリスマスから公現祭までの「クリスマスの12日」に毎日貰った贈り物について歌っている。1780年にイギリスで歌詞が作られて、現在のメロディーは1909年のフレデリック・オースチン（en:Frederic Austin）が民謡から取ったという。

## 歌詞
当楽曲の歌詞は「つみあげうた」の形を取っている。
1.

On the first day of Christmas my true love sent to me

a Partridge in a Pear Tree.

2.

On the second day of Christmas my true love sent to me

Two Turtle Doves

and a Partridge in a Pear Tree.

3.

On the third day of Christmas my true love sent to me

Three French Hens,

Two Turtle Doves

and a Partridge in a Pear Tree.
中略。
12.

On the twelfth day of Christmas,my true love sent to me

twelve drummers drumming,

eleven pipers piping,

ten lords a-leaping,

nine ladies dancing,

eight maids a-milking,

seven swans a-swimming,

six geese a-laying,

five golden rings.

four calling birds,

three French hens,

two turtle doves,

and a partridge in a pear tree. 
12番の歌詞の日本語訳（一例）

クリスマスの12番めの日に私の恋人が私にくれた

12人の太鼓を叩いている鼓手

11人の笛を吹いている笛吹き

10人の飛び跳ねている貴族

9人の踊っている貴婦人

8人の乳搾りしている女中

7羽の泳いでいる白鳥

6羽の卵を生んでいるガチョウ

5個の金の指輪

4羽の鳴いている鳥

3羽のフランスめんどり

2羽のキジバト

そして1羽の梨の木にいるヤマウズラ
英語の歌詞は韻を踏むことが優先されているので、日本語に訳すと意味が奇妙になるところも多い。なお、11番に登場する「pipers」は特にバクパイプ等の笛吹きを指すことが多い。10番に登場する「lords」は「領主」や「君主」などの訳も見られる。5番の「golden rings」は北アメリカでよく見られる歌詞だが、本家・英国では「gold rings」となっている。4番に登場する「calling birds」は米国で主に使われる歌詞で、英国では「colly birds」（「煤けた黒い鳥」の意味でムクドリの一種）とされることが多い。2番に登場する「turtle doves（キジバト）」は、英語圏では仲の良い夫婦やカップルに例えられる鳥（日本で言うところのオシドリに近い）であるため「2羽」である。
a-leapingなど「a+現在分詞」は進行形の古形であるが、ここでは音節数を合わせるために、直前の名詞が単音節の場合に限りa-の形を採用し、直前の名詞が2音節の場合はa-をつけていない。また、12番から9番までの贈り物の順序が違う歌詞もある。1～12番の「my true love sent to me」を「my true love gave to me」とする歌詞もある。
なおそれぞれの数字に意味があり、例えば10人の貴族は十戒、1羽のヤマウズラはイエスを隠喩する。

## 替え歌
この歌は替え歌が多数ある。
ハワイでは、マグーン、ケニー、フェルプス三者（Eaton Bob Magoon, Jr., Edward Kenny, and Gordon N. Phelps）作詞のハワイの文物を詠みこんだ『クリスマスの12日間、ハワイアン・スタイル』が盛んで、クリスマス時期に子供たちのコンサートなどでジェスチャー入りでよく歌われる。歌詞は「「Numbah one day of Christmas my tutu gave to me.」で始まり、ハワイ語で「tutu」はおじいさん・おばあさんの意味。
ユーチューバーでプロボクサーのJake Paulによる替え歌とそのMVも有名で、five golden ringsの代わりに音がよく似たランボルギーニが登場する。